# 炳才橋
炳才橋位於臺灣高雄市桃源區，為省道臺20線南部橫貫公路上重要的橋梁之一，該橋樑名稱由來為紀念南橫公路開拓時期負責施工的榮民工程事業管理處小隊長李炳才而得名，於2009年8月中度颱風莫拉克造成之八八水災沖毀，目前已復建完成。

## 沿革

### 背景
南部橫貫公路為臺灣三條跨越中央山脈之主要橫貫公路之一，於1958年起至1967年之間進行過多次道路開闢前的實地踏查作業，其終於1964年的第二次實地踏查完成道路線型與初步規劃，並比照中部橫貫公路之工程標準，於1968年7月11日舉辦開工典禮，並以關山埡口分為東西兩段進行施工。

### 施工
南橫公路施工期間行經高雄縣桃源鄉荖濃溪支流的埔頭溪，規劃興建橋梁跨越，預定橋梁位於南橫公路施工前開闢的探查便道下游100公尺處，規劃採全長65.9公尺，設置三座橋墩，跨距分別為12.5公尺、45公尺及8.4公尺。
然而當時為趕工通車、節省工程開支，以及山區45公尺的長預力梁吊梁艱難等多項因素，因此決定利用探查便道提升為省道標準因應，並將該橋命名為埔頭溪橋，橋長縮短為32.4公尺，寬5.6公尺。

### 改名
1969年10月6日上午7時許，榮工處第九工程隊第八三分隊，中華民國陸軍裝甲兵中士退伍並輾轉來此的工程人員李炳才在興築南橫公路時發生意外，不幸殉職，得年54歲。為感念李炳才犧牲，主辦工程的臺灣省政府公路局決定將埔頭溪橋改名為炳才橋，並且由退輔會榮工處第七工程隊於橋頭設置一座紀念碑，供後人了解橋梁得名由來，炳才橋於1971年間完工。

### 八八水災
2009年8月中度颱風莫拉克侵襲臺灣，其所夾帶之西南氣流造成臺灣中、南部山區及平原地區極為嚴重之災情，臺20線南橫公路全線多處災害無法通行，其中炳才橋受到埔頭溪上游邊坡大規模崩坍，在颱風莫拉克侵襲期間，距離炳才橋最近之高中雨量站測得48小時累積雨量高達1,832毫米，而埔頭溪上游也有兩處受水土保持局列管之土石流高潛勢溪流，因此在風災中炳才橋下方平均淤積高度達到37公尺，為荖濃溪支流各橋梁淤積程度最高，大量土砂淤積高於橋樑，使得橋面直接承受土砂衝擊，橋面板、橋墩等均無一倖免。

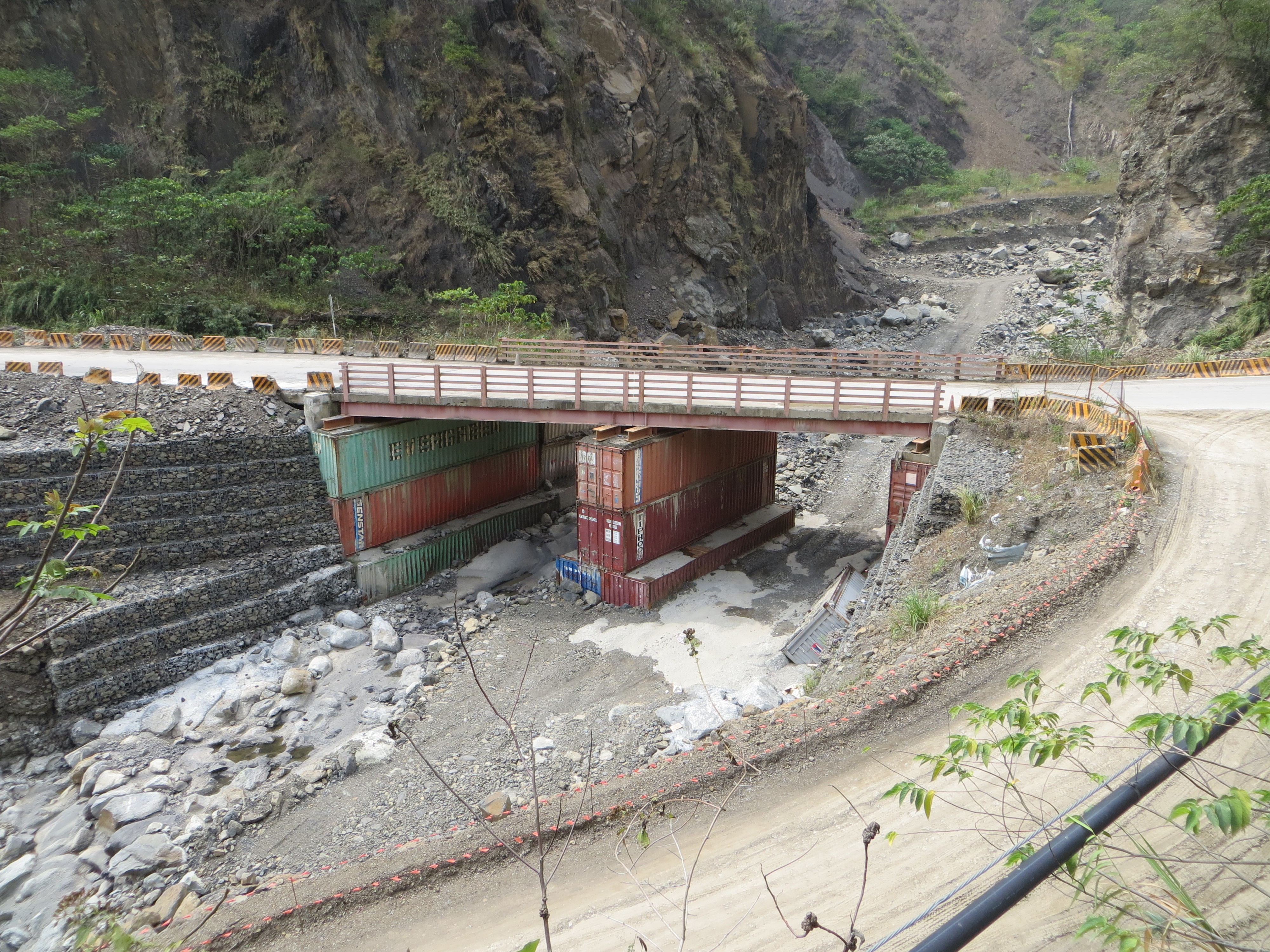
2010年8月啟用的炳才鋼便橋。

炳才橋沖毀也造成桃源鄉高中地區與桃源鄉中心對外交通完全中斷，對此災後交通部公路總局展開南橫公路的短中長期三階段修復工程，於2010年8月7日完成炳才鋼便橋工程，並開始規畫長期復建的永久橋梁計畫。

### 重建
公路總局於2011年3月15日啟動復建工程，將鄰近綠茂橋合併炳才橋為一標案對外招標，總經費新臺幣3億元，經費來源全由2011年莫拉克颱風災後重建特別預算支應，新橋採3孔連續預力箱形梁橋，設有兩橋墩，三跨分別為40公尺、60公尺、40公尺，工法採懸臂工法結合現地支撐工法施作，全長140公尺，淨寬9公尺。
新橋動工後，因橋墩基礎採用井式開挖，卻遭遇堅硬地質而使施工機具損壞率高，加上施工期間共遭遇2012年的610水災、2013年4月5日豪雨、同年8月潭美、康芮颱風的多重影響下，使施工進度落後，影響工期長達1年10個月之久，最後延期至2014年2月28日完工，同年4月18日通車，4月21日正式舉辦啟用典禮。
新橋重建完成後，公路總局為表對橋名主人李炳才的敬意，將風災中未被摧毀的紀念碑重新整修後，搬移至新橋旁以供後人行經該橋時能了解橋名由來。

### 臺灣橫貫公路冠以人名的橋樑
- 武雄橋（南橫）
- 進涇橋（南橫）
- 懷瀞橋（南橫）
- 靳珩橋（中橫）